# Episodi di Che Dio ci aiuti (terza stagione)
La terza stagione della serie televisiva Che Dio ci aiuti, composta da 20 episodi, è andata in onda in prima visione e in prima serata su Rai 1 e Rai HD dal 25 settembre al 27 novembre 2014. 
| nº | Titolo                     | Prima TV          |
| -- | -------------------------- | ----------------- |
| 1  | Le colpe dei padri         | 25 settembre 2014 |
| 2  | Sorelle                    | 25 settembre 2014 |
| 3  | Solo numeri                | 2 ottobre 2014    |
| 4  | Sino all'ultimo respiro    | 2 ottobre 2014    |
| 5  | Io ti troverò              | 9 ottobre 2014    |
| 6  | Non lasciarmi più          | 9 ottobre 2014    |
| 7  | Troppo amore               | 16 ottobre 2014   |
| 8  | Giocare sporco             | 16 ottobre 2014   |
| 9  | Genitori                   | 23 ottobre 2014   |
| 10 | Solo un gioco              | 23 ottobre 2014   |
| 11 | L'attesa                   | 30 ottobre 2014   |
| 12 | L'amore che resta          | 30 ottobre 2014   |
| 13 | Omnia vincit amor          | 6 novembre 2014   |
| 14 | La ricerca del successo    | 6 novembre 2014   |
| 15 | Il senso del limite        | 13 novembre 2014  |
| 16 | Il vero coraggio           | 13 novembre 2014  |
| 17 | Il prezzo della vendetta   | 20 novembre 2014  |
| 18 | L'amore imperfetto         | 20 novembre 2014  |
| 19 | Un buon motivo per restare | 27 novembre 2014  |
| 20 | Una spina nel cuore        | 27 novembre 2014  |

## Le colpe dei padri
- Diretto da: Francesco Vicario
- Scritto da: Elena Bucaccio

### Trama
Ad un anno dal termine della seconda stagione, Suor Angela e suor Costanza si sono trasferite a Fabriano dopo che un misterioso benefattore ha offerto loro, gratuitamente, un nuovo convento, dopo che le suore sono state sfrattate da quello di Modena. Tutto potrebbe andare bene, se non fosse che tutte le ragazze del vecchio convento nel giro di pochi giorni si ripresentano alle porte del convento: Azzurra insieme a Guido e al piccolo Davide, che hanno lasciato Berlino per trasferirsi di nuovo in Italia; Margherita, incinta della sua prima bambina, che ha deciso di fermarsi qualche giorno in convento, visto che suo marito Emilio andrà per un po' a Roma, dice per lavoro; e Nina, depressa dopo aver perso il suo lavoro nello studio legale. A rendere tutto più complicato c'è poi l'arrivo di una new entry, Rosa, una bella quanto ambigua ragazza, che per un attimo finge di essere quella che non è. Quando suor Angela la trova a frugare in camera sua, la ragazza rivela di essere in cerca di suo padre, che non l'ha mai riconosciuta, e che quando ha messo incinta sua madre era sposato. Ben presto suor Angela, con gli indizi che ha, capisce che Rosa è figlia del notaio Leonardi e quindi sorella di Azzurra. I sospetti di suor Angela diventano realtà quando la donna va in carcere a parlare con il notaio, che conferma: Rosa è sua figlia, e lui lo ha scoperto solo sei mesi prima. Per il momento suor Angela preferisce mantenere il segreto, sia perché Azzurra e Rosa non si sopportano, sia perché Rosa è decisa a vendicarsi del padre e della sua famiglia. A complicare ulteriormente le cose ecco che Azzurra e Guido si lasciano: lei, arrabbiata con il fidanzato, è uscita da sola, si è ubriacata e in una discoteca ha baciato Dario, un affascinante giovane conosciuto lì. Peccato che Guido li abbia visti e non ha nessuna intenzione di perdonare la fidanzata. Per questo annulla le nozze già fissate.
- Altri interpreti: Ludovico Fremont, Riccardo Polizzy Carbonelli
- Ascolti: telespettatori 6 258 000 – share 23,56%[1].

## Sorelle
- Diretto da: Francesco Vicario
- Scritto da: Elena Bucaccio

### Trama
Suor Angela ha scoperto che Rosa e Azzurra sono sorelle, ma le ragazze già si odiano e non sa se metterle al corrente della sconvolgente notizia. Le cose si fanno ancora più complicate quando Rosa ottiene il posto da assistente universitaria di Guido, posto che tra l'altro voleva Nina. La nuova arrivata si mette quindi contro tutte le altre ragazze del convento, anche perché sembra chiaramente intenzionata a conquistare il cuore di Guido, ora che è single. Visto che i guai non arrivano mai da soli, ecco che in convento si presenta anche Achille Gentileschi, il misterioso benefattore in sedia a rotelle, sul quale suor Angela nutre dei dubbi, su cui poi si scoprirà avere ragione: l'uomo è in realtà il nonno di Davide e intende portarlo via a Guido per farne il suo erede, visto che è un imprenditore di successo. Mentre Nina trova un nuovo ma tutt'altro che allettante lavoro, quello da supplente nella stessa scuola in cui insegna suor Angela, Margherita si gode la sua gravidanza, ancora all'oscuro della minaccia che la attende: Emilio infatti non è a Roma per lavoro, ma si trova in ospedale. Quando il ragazzo torna dalla moglie non ha il coraggio di dirle la verità, e cioè che sta male. Azzurra rifiuta la proposta di Achille di aiutarlo a portare via Davide a Guido, ma l'uomo non si arrende e ricatta lei e suor Angela: consentirà a Davide di vivere con loro per un altro anno, ma lui si trasferirà a vivere in convento in modo che il nipote si possa affezionare a lui, per poi portarselo via. Il nonno del bambino minaccia altrimenti di denunciare Guido per aver dichiarato il falso in aula, dichiarandosi padre di Davide, e minaccia inoltre di sfrattare le suore. A quel punto Azzurra accetta il lavoro che Achille le offre, amareggiando però Guido, all'oscuro del ricatto. A complicare ulteriormente le cose, ecco arrivare il misterioso Dario, che altri non è se non il figliastro di Achille. E Guido ha un terribile attacco di gelosia.
- Altri interpreti: Ludovico Fremont, Mino Caprio, Yaser Mohamed
- Ascolti: telespettatori 5 808 000 – share 26,52%[1].

## Solo numeri
- Diretto da: Francesco Vicario
- Scritto da: Elena Bucaccio, Daniela Delle Foglie

### Trama
Nina incomincia il suo nuovo lavoro a scuola come supplente, e lì conosce un altro giovane professore, Gregorio Taddeucci, con il quale c'è da subito un rapporto di amore-odio. Ma la giovane conosce anche Alice, un'adolescente problematica, con una madre sconsiderata che in più di un'occasione ha rischiato che i servizi sociali le togliessero la figlia. Per fortuna c'è suor Angela che cerca di mediare tra Nina e Alice e che, quando la ragazzina si trova abbandonata dalla madre, la accoglie in convento. La convivenza tra Azzurra e Rosa è sempre complicata, soprattutto perché la prima è gelosa del rapporto della seconda con Guido. E in effetti Azzurra non ha tutti i torti, visto che Rosa punta chiaramente a conquistare il bel professore e l'affetto del piccolo Davide. Guido intanto è ancora all'oscuro del ricatto di Achille ai danni di suor Angela e Azzurra, mentre quest'ultima, che in un primo momento aveva accettato, rifiuta di diventare l'assistente personale dell'uomo. Intanto Emilio confida a suor Angela che sta per morire: se non trovano subito un donatore di cuore per lui non ci sarà più nulla da fare.
- Altri interpreti: Ludovico Fremont, Davide Silvestri, Linda Gennari, Mino Caprio, Yaser Mohamed,Paolo Baroni,Andrea Bellesso,Claudia Napolitano,Giovanna Goglino, Edoardo Olivucci,Fulvio Frasca.
- Ascolti: telespettatori 6 456 000 – share 23,60%[2].

## Sino all'ultimo respiro
- Diretto da: Francesco Vicario
- Scritto da: Mario Ruggeri

### Trama
Suor Angela è insospettita dallo strano comportamento di Emilio – che rifiuta anche di raccontare la verità sulla sua salute a Margherita – e quando gli trova una pistola nello zaino pensa subito che voglia fare una rapina per lasciare dei soldi in eredità alla moglie e alla figlia che deve nascere. Per questo la suora chiede aiuto a Guido, grazie al quale scopre che il ragazzo ha perso tutti i soldi facendoli investire a una banca privata, e ora vuole minacciare il bancario perché gli restituisca la grossa somma investita. Suor Angela e Guido riescono a impedire che Emilio compia una sciocchezza, ma subito dopo il ragazzo si sente male e viene ricoverato in ospedale. A quel punto Margherita scopre che il marito è ricoverato e sta molto male. Nel frattempo Azzurra intreccia una relazione con Dario, benché continui ad essere gelosa di Guido. E Rosa ne approfitta per cercare di legarsi sempre di più al professore e a Davide. Nina invece deve fare i conti con l'ostinazione di Alice, che le dà non poco filo da torcere. Ma alla fine le due ragazze riescono a trovare il modo per andare d'accordo. Le condizioni di Emilio peggiorano, e proprio in quel momento Margherita entra in travaglio. Mentre suor Angela resta accanto al ragazzo, Azzurra va in sala parto con l'amica, che partorisce una bella bambina. Emilio fa giusto in tempo a conoscere la sua bambina, prima di esalare l'ultimo respiro.
- Altri interpreti: Ludovico Fremont, Davide Silvestri, Yaser Mohamed,Antonio Gargiulo.
- Ascolti: telespettatori 6 053 000 – share 27,07%[2].

## Io ti troverò
- Diretto da: Francesco Vicario
- Scritto da: Umberto Gnoli

### Trama
Suor Angela si occupa di due genitori che non si rassegnano alla scomparsa della figlia, sparita nel nulla da diverso tempo. Fortunatamente riescono a ritrovarla e a riportarla a casa dai suoi genitori, anche se si scopre che il patrigno abusava di lei, per questo verrà allontanato dalla famiglia. Margherita non ha ancora elaborato il suo lutto, le amiche cercheranno quindi in ogni modo di farle metabolizzare l'accaduto facendola piangere, ma ci riuscirà solo quando ritroverà le lettere che Emilio ha scritto alla piccola Anna, una per ogni compleanno della bambina, dal primo al diciottesimo. Guido e Rosa inizieranno a legare maggiormente, scoprendo quindi di non essere solo colleghi.
- Altri interpreti: Simonetta Solder, Clemente Pernarella, Francesco Castiglione, Veronica Bitto
- Ascolti: telespettatori 6 563 000 – share 23,74%[3].

## Non lasciarmi più
- Diretto da: Francesco Vicario
- Scritto da: Elena Bucaccio, Emanuela Canonico

### Trama
Suor Angela è in agitazione per la visita del tutto inaspettata da parte di sua sorella Elisa, che le farà conoscere la sua nipotina. Si scopre però che la nipote non è veramente figlia di Elisa, per questo Suor Angela la aiuterà a dire a suo marito e alla polizia la verità. Nel frattempo Nina e Gregorio sono sempre più affiatata e legati, mostrando finalmente l'uno all'altra i propri sentimenti. Azzurra e Guido, dopo tanto tempo riescono a trovare quell'intesa che ormai credevano fosse perduta, ma alla fine della puntata Azzurra scoprirà, vedendo un bacio tra Guido e Rosa, che i due Avvocati non sono solo colleghi. 
- Altri interpreti: Davide Silvestri, Irene Ferri (Elisa), Renato Raimo, Viktoriia Pisotska
- Ascolti: telespettatori 6 433 000 – share 28,02%[3].

## Troppo amore
- Diretto da: Francesco Vicario
- Scritto da: Elena Bucaccio, Mauro Graiani

### Trama
Nina, a scuola, è accusata di un fatto completamente a lei estraneo, ossia di spaccio di psicofarmaci tra i liceali. Suor Angela cercherà di darle una mano e scoprirà, assieme a Guido, i veri responsabili. Guido e Rosa decidono definitivamente di legarsi sentimentalmente mettendosi insieme e di renderlo ufficialmente pubblico. Questo fatto sembra avere il consenso da parte di Azzurra, la quale inizia lei stessa una storia con Dario. L'unico a dover sopportare negativamente queste situazioni è il piccolo Davide.
- Altri interpreti: Davide Silvestri, Chiara Paoli, Mino Caprio, Gianna Paola Scaffidi
- Ascolti: telespettatori 6 769 000 – share 24,80%[4].

## Giocare sporco
- Diretto da: Francesco Vicario
- Scritto da: Viola Rispoli

### Trama
Achille subisce delle minacce ad opera di un suo ex-dipendente, il quale lo minaccia di fare una causa all'azienda Gentileschi. Suor Angela, assieme a Guido, inizia ad indagare, scoprendo che era solo una messa in scena inscenata da Dario per arrivare a capo dell'azienda. Suor Costanza festeggia i 50 anni di noviziato. Ad organizzare la festa a sorpresa ci sono tutte le ragazze. Rosa e Azzurra sono costrette a collaborare tra di loro per rintracciare vecchi parenti della suora, anche se non troveranno nessuno. Intanto Nina non sa come deve comportarsi con Gregorio, visto che ha scoperto che Alice ha una cotta per lui.
- Altri interpreti: Davide Silvestri, Pio Stellaccio, Sara Franchetti, Yaser Mohamed
- Ascolti: telespettatori 6 371 000 – share 28,23%[4].

## Cercando Papà
- Diretto da: Daniela Borsese
- Scritto da: Elena Bucaccio, Lea Tafuri

### Trama
Al convento si presenta un ragazzino, Stefano, che sostiene di essere il figlio di Guido, nato da una relazione con Camilla, sua fidanzata durante l'Università. Mentre Azzurra e Rosa sono accomunate dallo shock per questa paternità imprevista, Suor Angela cerca di capire cosa c'è dietro. Alla fine della puntata si scoprirà che Guido non è effettivamente il padre di Stefano, ma aiuterà comunque Camilla, con l'aiuto di Suor Angela, ad uscire da una situazione di perenni abusi causati da suo marito. Le altre ragazze invece saranno impegnate in altri problemi: Nina non sa come dire ad Alice della sua storia con Gregorio ma i due alla fine verranno scoperti da lei stessa mentre si baciano, mentre Margherita non è sicura di volersi staccare dalla piccola Anna per tornare al lavoro.
- Altri interpreti: Davide Silvestri, Roberta Giarrusso (Camilla), Gabriele Fiore, Riccardo Alemanni, Riccardo D'Alessandro, Alberto Basaluzzo..
- Ascolti: telespettatori 6 931 000 – share 25,12%[5].

## Solo un gioco
- Diretto da: Daniela Borsese
- Scritto da: Umberto Gnoli

### Trama
Al convento fervono i preparativi per il compleanno di Azzurra, la quale però non sembra essere entusiasta di questo evento. Mentre Suor Costanza cerca di convincere Suor Angela a svelare la verità su Rosa e Azzurra, Guido ha pensato di fare un regalo speciale alla festeggiata: un permesso speciale dal carcere per il notaio Leonardi. Questa notizia desterà molto scompiglio, ma molta felicità negli occhi di Azzurra. Questo attaccamento amorevole nei confronti di Azzurra da parte di Guido porterà le due sorelle ad avere un forte litigio, che le porterà al punto di partenza, anche se apparentemente erano riuscite a seppellire l'ascia di guerra. Alice, furiosa con Nina per averle nascosto la verità su Gregorio, si mette nei guai facendosi coinvolgere da alcuni compagni di classe in uno stupido scherzo e in un episodio di bullismo che coinvolge un compagno di scuola più debole, Lucio, che alla fine tenta il suicidio. Nina e suor Angela la aiutano a tirarsi fuori dai guai, e lei finirà con l'aiutare il compagno di scuola durante la convalescenza in ospedale. Margherita, intanto, affronta i primi giorni di lavoro presso il nuovo ospedale, dove ad attenderla ci saranno più sfide del previsto, soprattutto a causa dell'affascinante collega italo-argentino Carlo, soprannominato "dottorino tanto carino", che teme che la ragazza voglia portargli via il posto nel gruppo di ricerca.
- Altri interpreti: Riccardo Polizzy Carbonelli, Riccardo Alemanni, Sabrina Pellegrino, Magdalena Grochowska, Mino Caprio, Fabrizio Apolloni
- Ascolti: telespettatori 6 373 000 – share 28,25%[5].

## L'attesa
- Diretto da: Daniela Borsese
- Scritto da: Francesco Arlanch

### Trama
Suor Angela, per cercare di aiutare Guido, effettua uno scambio momentaneo d'identità tra Azzurra e Rosa, perché purtroppo il Professore che ha la possibilità di offrire un finanziamento alla ricerca di Guido non ha un buon rapporto con la vera Rosa; mentre dal primo momento sembra adorare Azzurra. Essendo uno scambio forzato le due si metteranno il bastone tra le ruote a vicenda. Suor Angela farà capire loro che si tratta del progetto per cui Guido ha tanto lavorato, così entrambe cercheranno di fare uno sforzo e di aiutarsi. Il Professore alla fine concederà a Guido i fondi europei necessari che tanto sognava. Intanto in ospedale Margherita segue un paziente in coma, con la moglie incinta di un altro uomo. Questo la porta prima a scontrarsi con Carlo. A fine puntata però si confiderà con lui e gli racconterà della sua recente perdita. Nina invece avrà la possibilità di stare un po' con Gregorio, anche se lui sceglierà sempre di stare vicino agli studenti. Alla fine però il ragazzo si farà perdonare grazie all'aiuto di Suor Angela, che le farà recapitare un sacco di fiori in convento. Il colpo di scena finale avviene tra Dario e Azzurra. Il ragazzo le chiede se vuole andare a vivere con lui.
- Altri interpreti: Alessandro Bressanello, Lorena Cacciatore (Valeria), Paola Sambo,
- Ascolti: telespettatori 6 738 000 – share 24,75%[6].

## L'amore che resta
- Diretto da: Daniela Borsese
- Scritto da: Elena Bucaccio

### Trama
All'Angolo Divino avviene un incontro inaspettato: Achille incontra Linda, il suo primo ed unico amore. Suor Angela e Suor Costanza temono che la ricomparsa della donna non sia solo un caso, ma credono che la donna sia interessata più alla ricchezza di Achille. Alla fine della puntata i due si separano, anche se momentaneamente, perché si scopre che la donna è malata di cancro e decide di andare a curarsi per il bene del figlio: non era quindi interessata ai soldi di Achille, ma bensì al suo affetto. Invece Nina e Alice, sono irriconoscibili: la prima incredibilmente pazza d'amore per Gregorio, la seconda irascibile con il ragazzo che le piaceva, Mattia. Nina, con l'aiuto indiretto di Suor Angela, risolverà il problema, obbligando le due ragazze a fare pace. Il piccolo Davide trova un cane per la strada e decide di tenerlo segreto nella sua stanza. Suor Costanza se ne accorge e decide però di contattare il vero padrone del cane, al quale lo restituiranno. Mentre Rosa organizza una sorpresa per Guido, una vespa degli anni 60, che riesce ad unirli ancora di più, Azzurra decide di accettare la proposta di Dario: andrà a vivere con lui!
- Altri interpreti: Marina Tagliaferri (Linda), Alessandro Bertolucci, Magdalena Grochowska, Riccardo Alemanni
- Ascolti: telespettatori 6 291 000 – share 28,58%[6].

## Omnia vincit amor
- Diretto da: Daniela Borsese
- Scritto da: Elena Bucaccio

### Trama
Suor Angela gioisce alla notizia che Flora, una ragazza invalida conosciuta tempo prima, e il suo fidanzato hanno deciso di sposarsi. Guido, tuttavia, è convinto che il sentimento dello sposo nei confronti di Flora non sia sincero. Azzurra, intanto, si trasferisce da Dario e, anche se Suor Costanza si ostina a non rivolgerle la parola, cerca di farsi in quattro per continuare a vivere la vita di prima. Le ragazze, però, soffrono la sua mancanza e organizzano un piano per farla tornare a casa.
- Altri interpreti: Marco Cocci (Rocco), Alice Bellagamba (Flora), Camilla Ferranti.
- Ascolti: telespettatori 6 491 000 – share 22,62%[7].

## La ricerca del successo
- Diretto da: Daniela Borsese
- Scritto da: Lea Tafuri

### Trama
Carlo ringrazia Margherita per averlo aiutato a troncare la storia con la sua ex, Ginevra, ma quando questa viene portata all'ospedale in fin di vita tutto sembra rimettersi in discussione. Nonostante le raccomandazioni ricevute, Suor Angela prende in prestito la moto d'epoca che Rosa ha regalato a Guido, ma al ritorno si accorge che manca il fanalino di coda! Intanto Nina ha deciso di seguire Gregorio in Africa per un progetto di scolarizzazione, e Alice sembra averla presa fin troppo bene.
- Altri interpreti: Davide Silvestri, Magdalena Grochowska, Lavinia Guglielman, Marco Marelli
- Ascolti: telespettatori 6 104 000 – share 25,47%[7].

## Il senso del limite
- Diretto da: Francesco Vicario
- Scritto da: Elena Bucaccio, Lea Tafuri

### Trama
Suor Costanza ha deciso di dare "in affitto" l'Angolo Divino per la festa del liceo e Alice vorrebbe andarci con Mattia, che però sembra coinvolto nella vicenda di Edoardo: il ragazzo è stato pestato a sangue e gli assistenti sociali pensano sia stato il padre, ex pugile. Suor Angela vorrebbe aiutarlo, ma un incidente la costringe per tre giorni sulla sedia a rotelle. Azzurra, invece, è indecisa se perdonare Dario, e Guido teme che lui la farà soffrire ancora.
- Altri interpreti: Riccardo Alemanni, Giulio Turbolente, Federica Flavoni, Giampiero Mancini
- Ascolti: telespettatori 7 067 000 – share 25,37%[8].

## Il vero coraggio
- Diretto da: Francesco Vicario
- Scritto da: Elena Bucaccio, Leonardo Marini

### Trama
Uno scuolabus rimane coinvolto in un incidente: una volta messi in salvo tutti i bambini, l'autista viene celebrato come un eroe ma per Suor Angela le dinamiche di quanto accaduto non sono chiare. Nel frattempo Azzurra e Guido cercano di aiutare Davide ad affrontare la sua prima cotta; il loro affiatamento, però, preoccupa sempre di più Rosa. Margherita s'impegna per far ritrovare a Carlo lo smalto di un tempo: il risultato è positivo; soprattutto grazie ai sentimenti che il bel dottore capisce di provare per la sua collega. Infine Nina è convinta che Gregorio stia per tornare da lei perché l'oroscopo le predice il ritorno di un amore: tuttavia non sarà il fidanzato a tornare da lei bensì Sergio, l'ex ragazzo di Nina finito in carcere per rapina.
- Altri interpreti: Antonio De Matteo (Saverio, l'autista), Riccardo Serventi Longhi, Gabriella Riva, Teo Achille Caprio (Simone, bambino), Riccardo Alemanni, Alan Cappelli Goetz
- Ascolti: telespettatori 6 687 000 – share 29,00%[8].

## Il prezzo della vendetta
- Diretto da: Francesco Vicario
- Scritto da: Umberto Gnoli

### Trama
Rosa segue il caso di un uomo che ha accusato il suocero di aver molestato sua figlia, ma quando Suor Angela e Guido sollevano dubbi sulla validità delle accuse, Rosa non è disposta ad ascoltare: l'uomo è infatti l'investigatore privato assunto dalla ragazza per trovare il padre. Nina e Azzurra, intanto, sono in piena crisi sentimentale: la prima fatica ad affrontare il ritorno di Sergio, la seconda crede di provare ancora qualcosa per Guido. Suor Costanza, che ha intuito come sono cambiati i sentimenti di Carlo verso Margherita, fa di tutto per aiutarlo a dichiararsi. Rosa abbandona il caso, dopo avere scoperto che le accuse del suo protetto erano false; quindi l'investigatore, per ripicca, consegna ad Azzurra i risultati delle sue indagini: la ragazza scopre così la verità, ovvero che Rosa è sua sorella e dopo averlo detto a Suor Angela e capendo che lei lo ha sempre saputo, gli fa capire che non può perdonarla.
- Altri interpreti: Milena Mancini, Daniele Monterosi, Alan Cappelli Goetz
- Ascolti: telespettatori 7 422 000 – share 26,94%[9].

## L'amore imperfetto
- Diretto da: Francesco Vicario
- Scritto da: Francesco Arlanch

### Trama
Azzurra, ancora sconvolta dalla scoperta che Rosa è sua sorella, non sa come comportarsi: Suor Angela la prega di provare semplicemente a starle vicino. Al convento, intanto, arriva il fratello di Guido, Marcello, col quale Guido non ha un rapporto facile e che, oltretutto, sembra avere qualcosa da nascondere. Mentre Rosa s'impegna per piacere a Marcello e sua moglie, Suor Costanza si lascia coinvolgere da Achille in un torneo di burraco all'ultimo sangue. Marcello e Guido fanno pace, tanto che il primo aiuta il secondo a fare chiarezza sui sentimenti che questi prova per Azzurra.
- Altri interpreti: Michele De Virgilio, Carlotta Miti, Pilar Fogliati, Sergio Di Giulio, Riccardo Polizzy Carbonelli
- Ascolti: telespettatori 6 987 000 – share 31,50%[9].

## Un buon motivo per restare
- Diretto da: Francesco Vicario
- Scritto da: Elena Bucaccio

### Trama
Guido capisce di aver amato sempre e solo Azzurra e rivela la notizia a Suor Angela, svegliandola prima dell'alba: la suora, però, ha fatto voto di silenzio e di non impicciarsi e dice a Guido di arrangiarsi.
Alice è impaziente di sapere se è stata scelta per partecipare a un prestigioso corso di fumetti a Londra: proprio quando arriva la lettera che conferma che Alice è stata presa, al convento si ripresenta sua madre Patrizia (che aveva lasciato la figlia sei mesi prima) insieme al suo nuovo compagno, di nome Michelangelo. 
Guido cerca di dire la verità a Rosa, ma l'arrivo di Nonna Checca, la nonna materna di Rosa, rimette tutto in discussione i sentimenti di Guido e Azzurra: egli infatti non fa in tempo a parlare con lei. In più Rosa stessa non vuole informarsi su come mai Guido sia strano perché, per non dispiacere alla nonna, non le ha detto del difficile rapporto con Azzurra e che quest'ultima è sua sorella ed è stata anche lei con Guido.
Suor Angela, dato il voto di non impicciarsi, si vede costretta a servirsi di Guido (svegliandolo appena andato a letto) per indagare su Michelangelo: lo ha visto infatti litigare con un signore che gli dice di stare lontano da sua figlia. Anche Nina sospetta di Michelangelo: prima ancora che venisse al convento, lo ha visto entrare ad un compro-oro per vendere un orologio; è quindi tornata al compro-oro e ha scoperto che sull'orologio c'era scritto "Clelia Martini". 
Guido prende così la targa dell'auto di Michelangelo e scopre la verità: Michelangelo ha una società, intestata a Patrizia, che gli fa da copertura per i suoi loschi affari: convince le persone deboli di carattere a seguirle, per poi svuotargli il conto. Patrizia lo ha seguito dato il suo essere madre single di una figlia ribelle; Clelia invece lo ha seguito perché è sola e anziana.
La madre di Alice, dopo aver convinto la figlia a partire con lei e Michelangelo per la Sicilia, sembra essersi fatta convincere a non mantenere la promessa e abbandonare di nuovo la figlia: inutili sembrano le parole di Suor Angela che le dice la verità su Michelangelo. La mattina dopo, però, Patrizia torna in convento appena prima che Nina dia la brutta notizia ad Alice, dichiara che Michelangelo se n'è andato e decide di accompagnare Alice a Londra: Nina le regala i biglietti aerei che aveva preso per sé e per la ragazza.
Intanto Carlo, visto che non riesce a esprimere a voce i suoi sentimenti a Margherita, utilizza un vocabolario di francese per dichiararsi; sottolineando la parola francese che sta per "ti amo": così i due medici si dichiarano finalmente l'una all'altro e si danno il loro primo bacio. 
Infine Guido si decide a dire Rosa che lui ama ancora Azzurro: Rosa sviene e viene rianimata da Margherita e Carlo. 
Nel frattempo Nonna Checca ha instaurato un bel rapporto anche con Azzurra. La ragazza racconta a Checca la sua storia, senza aver il coraggio di dirle che è sorella di Rosa, ma in realtà la nonna lo sa da sé. Nonna Checca rivela infatti a suor Angela che sua figlia aveva avuto la relazione con un certo signor Leonardi, uomo sposato proveniente da Modena, ed era rimasta incinta: quanto partorì, chiamò la bambina Rosa, proprio perché la figlia legittima dell'amante aveva anche lei il nome di un colore. Dato che Azzurra era cresciuta a Modena e fa Leonardi di cognome, le due ragazze devono essere sorelle.
- Altri interpreti: Linda Gennari, David Sebasti (Michelangelo), Raffaella Panichi, Riccardo Alemanni
- Ascolti: telespettatori 7 117 000 – share 25,33%[10].

## Una spina nel cuore
- Diretto da: Francesco Vicario
- Scritto da: Elena Bucaccio

### Trama
Rosa si riprende dalla svenimento, Carlo le prescrive delle vitamine per riprendersi; la ragazza chiede allora anche un test di gravidanza, come se volesse fingere di essere rimasta incinta. Azzurra consola Rosa dandole la sua borsetta, dicendo che quando se la mette sotto il braccio riesce a dimenticare gli uomini ed è riuscita a non pensare più a Guido. Le due ragazze escono a fare shopping di abbigliamento e Rosa sembra ritrovare il sorriso dopo che Azzurra le ha suggerito di chiamare Guido col soprannome "Alopecia". 
Guido vorrebbe dichiararsi una volta per tutte con Azzurra, ma ella continua evitarlo e gli intima di lasciare in pace lei e Rosa: su consiglio di Suor Angela e su incitazione di Davide, l'uomo inventa uno stratagemma: scrive su un biglietto un romantico invito a cena e chiede a Davide di metterlo nella borsetta di Azzurra. Il bambino esegue il compito, ma non può sapere che la borsa era stata regalata a Rosa: il risultato è che questa, ancora nel negozio di abbigliamento con Azzurra, trova il biglietto e pensa erroneamente che Guido voglia tornare insieme con lei; si dirige quindi comprare le vitamine e il test di gravidanza in farmacia.  
Azzurra è contenta della dichiarazione d'amore di Guido ed è ormai certa che è lei ciò che l'uomo vuole, quindi aiuta Rosa a farsi bella, facendole la ceretta alle gambe e prestandole il vestito più seducente. Quando Rosa arriva alla cena, appoggia una mano sulla spalla Guido, già seduto al tavolo: Guido la chiama "Azzurra" ancora prima di vederla ed ella si allontana. Azzurra, rimasta in convento un po' triste, si preoccupa vedendo tornare solo Guido e quando finalmente si dichiara, lei rifiuta dicendo che Rosa è sua sorella e che Guido non può abbandonare Rosa come aveva fatto, all'epoca, suo padre. Proprio mentre Azzurra racconta, sbuca fuori Rosa, la quale e se ne va risentita e arrabbiata. 
Ricontrollando il foglio di giornale che l'ha portata a cercare Suor Angela, Rosa trova anche Azzurra nella foto, capendo che la suora aveva cercato e trovato lei; capisce quindi il bene che le vogliono Suor Angela e anche Azzurra, si lascia consolare da entrambe, ma il giorno dopo va via dal convento senza avvisare nessuno e lasciando solo il test di gravidanza. Guido capisce che Rosa può essere andata nella biblioteca universitaria dove si erano conosciuti, si reca lì e la trova: Rosa dichiara di essere davvero incinta, di voler tenere il bambino, ma non costringe Guido a riconoscerlo.
Azzurra e Guido, in lacrime e col cuore a pezzi, decidono di separarsi per un bene più grande pur rimanendo certi dell'amore che li lega: Rosa capisce ancora di più l'amore di cui è circondata e viene presa dai sensi di colpa: confessa quindi a Suor Angela (che in realtà sapeva tutto perché aveva ricattato Carlo) di aver finto tutto per infliggere a Guido un perenne senso di colpa qualora egli sceglierà di stare con chi ama davvero.
Contemporaneamente alla vicende di Guido, Rosa e Azzurra, suor Costanza scopre che Achille è in partenza e vuol portarsi via anche Davide: decide quindi di chiedere aiuto a Nina, in quanto avvocato, ma nega tutto a Suor Angela perché vuole dimostrare a sé stessa di essere al livello della consorella riguardo a farsi gli affari altrui e convincere gli ospiti del convitto a darle retta. Quando però Davide origlia mentre suor Costanza dice a Nina che vorrebbe scappare con Davide a Monte Carlo, Davide dice che non c'è bisogno perché si è ormai legato al nonno ed è proprio grazie a lui se il nonno ha ritrovato la voglia di vivere. Per di più, Achille non vuole andare via per sempre, ma solo recarsi a Seattle (con un elicottero appositamente noleggiato) per un'operazione sperimentale alle gambe che potrebbe farlo camminare ancora; lo accompagnano Davide e Azzurra: la ragazza vuole allontanarsi da Guido poiché incapace di vederlo sposare Rosa. Davide invece vuole essere col nonno qualora l'intervento avesse esito negativo. 
Giunta al campo volo per partire in elicottero con Achille e Davide, Azzurra esita a salire perché non riesce a dimenticare Guido, e viene raggiunta da Rosa che le confessa la verità dopo averlo fatto con Suor Angela. Poco dopo arrivano anche Suor Angela, e Guido, e questi si ricongiunge con Azzurra dopo averla vista sbucare da dietro un aereo turistico: Achille, avendo ascoltato tutto, ha pagato sull'unghia un secondo pilota affinché Azzurra possa andare a Seattle viaggiando sola con Guido, sapendo che l'amore tra i due è ciò che Davide desiderava di più e che il nipote non avrà paura a viaggiare in elicottero senza Azzurra.
Quanto a Margherita, elle decide di rimanere in Italia, lasciando il posto di ricercatrice perché teme di non riuscire a dedicarsi abbastanza alla sua bambina Anna; propone a Carlo di sostituirla, ma Carlo ha già ceduto il posto di ricercatore ad un terzo candidato perché vuole stare con Margherita e Anna. 
Nina invece, sentendosi sola, decide di raggiungere Gregorio in Africa; ma mentre sta per partire arriva proprio il ragazzo che, avvertito da Suor Costanza, è rientrato in Italia per stare con lei. Suor Angela riesce a far capire a Rosa che è circondata da persone che le vogliono bene e la persuade a dire la verità. 
- Altri interpreti: Davide Silvestri, Yaser Mohamed
- Ascolti: telespettatori 7 049 000 – share 30,96%[10].